# Liston Island
Liston Island är en ö i Kanada.   Den ligger i territoriet Nunavut, i den centrala delen av landet, 3 400 km nordväst om huvudstaden Ottawa. Arean är 9,5 kvadratkilometer.
Terrängen på Liston Island är platt. Öns högsta punkt är 75 meter över havet. Den sträcker sig 4,0 kilometer i nord-sydlig riktning, och 5,8 kilometer i öst-västlig riktning.